# Surjekcja

Diagram przemienny ilustrujący suriekcję jako funkcję odwracalną prawostronnie

Surjekcja, suriekcja, funkcja „na” – funkcja przyjmująca jako swoje wartości wszystkie elementy przeciwdziedziny, tj. której obraz jest równy przeciwdziedzinie. Innymi słowy:
- przeciwobraz zbioru niepustego jest niepusty;
- istnieje prawostronna funkcja odwrotna: jeśli {\displaystyle f\colon X\to Y,} to {\displaystyle \exists g\colon f\circ g=\operatorname {id_{Y}} .}

Termin suriekcja powstał najpóźniej w 1954 roku, kiedy pojawił się w pracy zespołu Nicolas Bourbaki.

## Definicja
Niech {\displaystyle X} oraz {\displaystyle Y} będą dowolnymi zbiorami. Funkcja {\displaystyle f\colon X\to Y} odwzorowuje zbiór {\displaystyle X} na zbiór {\displaystyle Y} wtedy i tylko wtedy, gdy każdy element zbioru {\displaystyle Y} jest wartością funkcji w pewnym punkcie,
{\displaystyle \forall {y\in Y}\;\exists {x\in X}\;f(x)=y,}
co oznacza się często jako {\displaystyle f\colon X{\xrightarrow {na}}Y} lub {\displaystyle f\colon X{\xrightarrow[{na}]{\ }}Y.}
Warunkiem równoważnym jest pokrywanie się przeciwdziedziny z obrazem dziedziny, {\displaystyle f(X)=Y,} inaczej {\displaystyle \operatorname {Im} f=Y.}

Iniekcyjna funkcja niesurjekcyjna (iniekcja, nie bijekcja)
Iniekcyjna surjekcyjna funkcja (bijekcja)
Nieinjekcyjna surjekcyjna funkcja (surjekcja, nie bijekcja)
Nieinjekcyjna niesurjekcyjna funkcja (również nie bijekcja)

### Uwaga
Wybór przeciwdziedziny decyduje o surjektywności lub jej braku. Przyjrzyjmy się następującym funkcjom:
{\displaystyle f_{1}\colon \mathbb {R} \to \mathbb {R} } określonej wzorem {\displaystyle f_{1}(x)=x^{2}} oraz
{\displaystyle f_{2}\colon \mathbb {R} \to [0,\infty )} określonej wzorem {\displaystyle f_{2}(x)=x^{2}.}
Tylko druga z powyższych funkcji jest surjekcją, mimo że są one określone tym samym wzorem.
Zauważmy ponadto, że dowolna funkcja jest surjekcją, jeśli jako zbiór {\displaystyle Y} przyjmiemy zbiór jej wartości.

## Przykłady
Niech {\displaystyle x\in \mathbb {R} } będzie zmienną rzeczywistą, wówczas poniższe funkcje są suriekcjami:
- {\displaystyle f\colon x\mapsto x^{a}} dla {\displaystyle a\in \{2n+1\colon n\in \mathbb {N} \}} na {\displaystyle \mathbb {R} ;}
- dowolny wielomian rzeczywisty stopnia nieparzystego, rozpatrywany jako funkcja do zbioru liczb rzeczywistych – wynika to z twierdzenia Darboux o funkcjach ciągłych, do których wielomiany rzeczywiste należą;
- {\displaystyle f\colon x\mapsto \operatorname {tg} \;x} dla {\displaystyle x\in \bigcup \{(-{\tfrac {\pi }{2}}+k\pi ,{\tfrac {\pi }{2}}+k\pi )\colon k\in \mathbb {Z} \}} na {\displaystyle \mathbb {R} ;}
- {\displaystyle f\colon \mathbb {R} {\overset {\mathrm {na} }{\mapsto }}\mathbb {Z} ,\quad f(x)=\lceil x\rceil ;}
- {\displaystyle f\colon \mathbb {R} {\overset {\mathrm {na} }{\mapsto }}\{1\},\quad f(x)=1;}
- wszelkie bijekcje.

## Pisownia
Słowo surjekcja tradycyjnie bywa pisane przez j, tę wersję jako jedyną dopuszczalną podaje słownik języka polskiego PWN. Zasady pisowni polskiej w ogólnych przypadkach nakazują jednak stosowanie j po innych spółgłoskach niż c, s i z w wypadku, gdy przedrostek jest zakończony spółgłoską, a rdzeń zaczyna się od j; np. podjazd, nadjechał, zjawa czy rozjaśnić. W pozostałych wypadkach pisze się i. Z tego powodu dopuszczalna i przez niektórych stosowana jest pisownia suriekcja i iniekcja przez i.